# 이반키우 역사 및 지역사 박물관
이반키우 역사 및 지역사 박물관(우크라이나어: Іванківський історико-краєзнавчий)은 우크라이나 키이우주 이반키우에 있던 박물관이다. 2022년 러시아의 우크라이나 침공으로 인해 파괴되었으며, 마리아 프리마첸코의 20개 이상 작품이 전소되었다.

## 역사
1981년 2월 21일에 개관하였다. 박물관에는 체르노빌, 아프가니스탄, 제2차 세계 대전에 관한 여러 전시회가 포함되어 있다. 2016년부터 2018년까지 박물관은 설립 이후 컬렉션 확장을 수용하기 위해 재개발되었다. 2021년에 박물관은 이반키우의 유대인 유산에 대한 전시회를 개최했다.

## 컬렉션
박물관 컬렉션에는 마리아 프리마첸코의 작품과 한나 베레스와 그녀의 딸 발렌티나 베레스의 섬유 예술 작품이 포함되어 있다. 프리마첸코의 경력은 이반키우 협동 자수 협회의 일원으로 시작되었다. 박물관 컬렉션에는 자연과학 표본과 고고학적 유물도 포함되어 있다.

## 파괴
2022년 2월 27일, 2022년 러시아의 우크라이나 침공에 대한 군사 교전인 이반키우 전투 중 박물관이 전소되었으며, 마리아 프리마첸코의 20점이 넘는 작품에 대한 손실이 발생했다. 그러나 언론인 타냐 곤차로바의 소셜 미디어 게시물에 따르면 주민들이 프리마첸코의 작품 중 일부를 화재에서 구했다고 한다. 프리마첸코의 증손녀 아타스타시아 프리마첸코와의 인터뷰에 따르면 The Times에서 그녀의 작품 중 10점은 박물관이 불타고 있는 동안 박물관에 들어온 현지 남자에 의해 구해졌다고 하였다. 프리마첸코의 다른 작품 중 650점 이상이 우크라이나 국립 민속 장식 박물관에 소장되어 있다.
우크라이나 문화부 장관인 올렉산드르 트카첸코는 러시아의 유네스코 회원 자격 박탈을 요구하였다. 2월 28일, ICOM-US는 박물관 파괴에 대한 규탄하는 성명을 발표했다.